# لعبة منصات
 لعبة منصات (بالإنجليزية: Platform game أو Platformer) هو نوع لعبة فيديو ونوع فرعي من ألعاب الأكشن يتميز بأنه يتطلب من اللاعب الانتقال من منصة إلى أخرى أو تخطي العقبات من خلال القفز، ويجب أن يكون من الممكن السيطرة على هذه القفزات. العنصر الأكثر شيوعاً في ألعاب الفيديو من هذا النوع هو زر القفز.

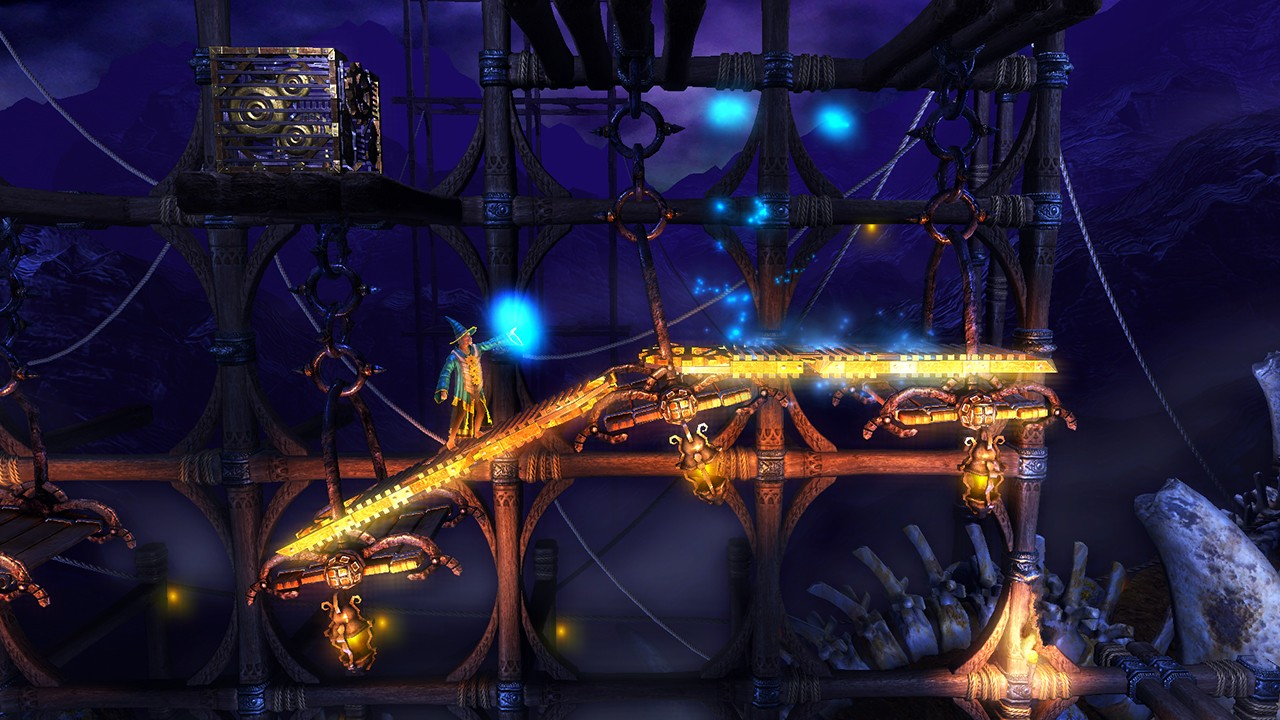
لعبة ترين، إحدى ألعاب المنصات.

ليمبو إحدى ألعاب المنصات

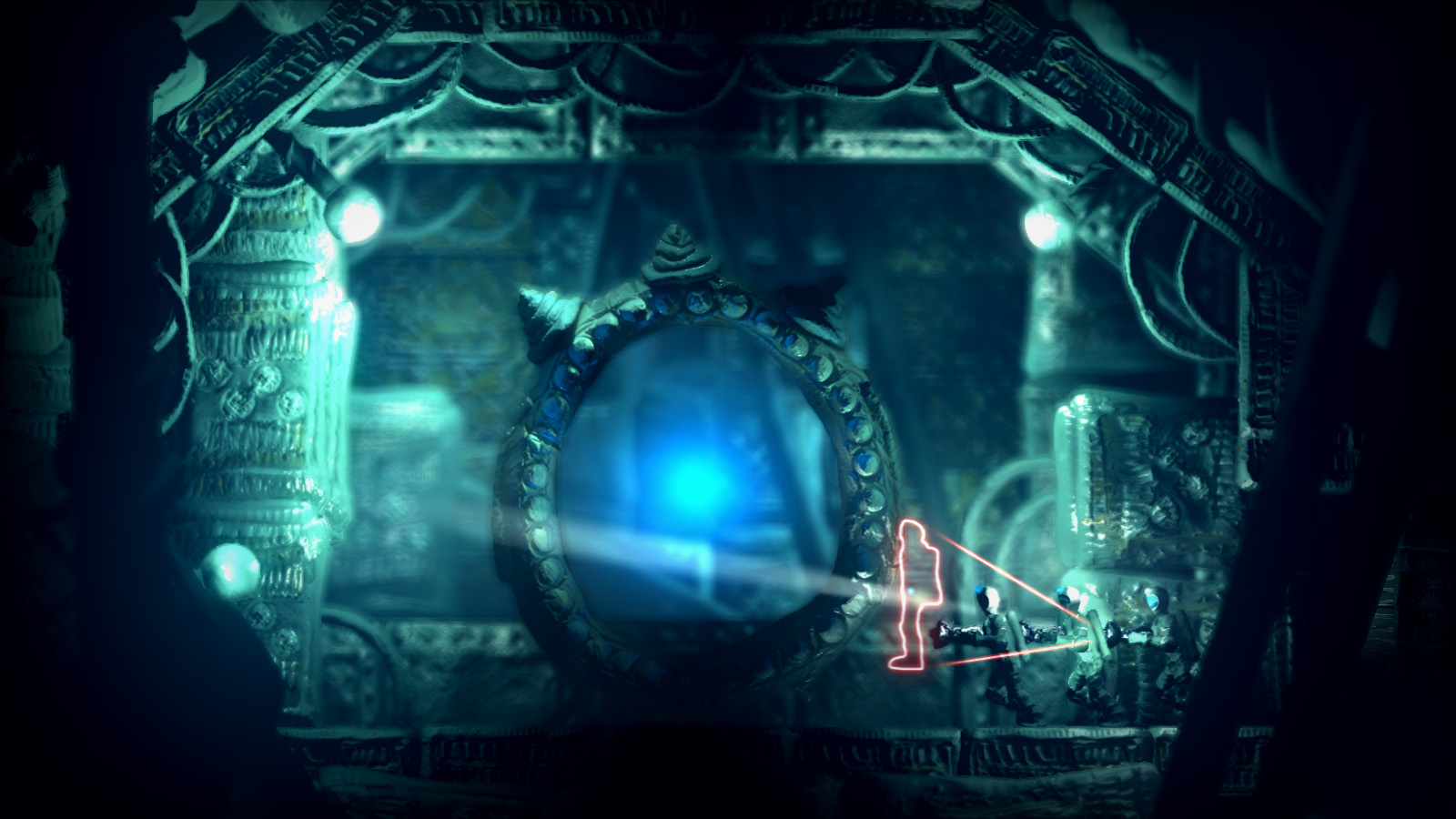
لعبة "ذا سوابر من ألعاب المنصات

## خلفيّة
تعتبر لعبة النظام الأساسي (غالبًا ما يتم تبسيطُ اسمها إلى ألعاب منصات أو لعبة منصات بصيغتها المفردة) نوعًا من ألعاب الفيديو ونوعًا فرعيًا من ألعاب الحركة التي يكون الهدف الأساسي فيها هو تحريك شخصية اللاعب بين النقاط في بيئة معروضة. تتميز ألعاب المنصة بتصميمها المستوي الذي يتميز بتضاريس غير مستوية ومنصات معلقة ذات ارتفاع متفاوت تتطلب استخدام قدرات شخصية اللاعب، مثل القفز والتسلق، للتنقل في بيئة اللاعب والوصول إلى هدفه. قد تدخل المناورات البهلوانية الأخرى في طريقة اللعب أيضًا، مثل التأرجح من أشياء مثل الكروم أو خطافات الاشتباك، أو القفز عن الجدران، أو تحطيم الهواء (مجازًا)، أو الانزلاق في الهواء، أو إطلاق النار من المدافع أو الارتداد من ألواح القفز أو الترامبولين. تقع الألعاب التي يتم فيها القفز آليًا بالكامل، مثل الألعاب ثلاثية الأبعاد في سلسلة ذا ليجند أوف زيلدا (بالإنجليزية: The Legend of Zelda)، خارج هذا النوع. على الرغم من ارتباطها الشائع بألعاب وحدة التحكم، فقد تم إصدار العديد من ألعاب المنصات البارزة لأروقة الفيديو، وكذلك لوحدات التحكم في الألعاب المحمولة وأجهزة الكمبيوتر المنزلية. خلال ذروة شعبية ألعاب المنصات في أواخر الثمانينيات وأوائل التسعينيات، قُدر أن ألعاب المنصات تتكون من ربع وثلث جميع ألعاب وحدة التحكم، ولكن تم استبدالها منذ ذلك الحين بألعاب الرماية من منظور الشخص الأول. في عام 2006، شهد هذا النوع انخفاضًا في شعبيته، حيث يمثل 2٪ من حصة السوق مقارنة بـ 15٪ في عام 1998، ومع ذلك، لا يزال النوع موجودًا في البيئة التجارية، مع بيع عدد من الألعاب بملايين الوحدات.

## المفاهيم
تتطلب لعبة النظام الأساسي من اللاعب المناورة بشخصيته عبر المنصات، للوصول إلى الهدف، أثناء مواجهة الأعداء وتجنب العقبات على طول الطريق. يتم تقديم هذه الألعاب إما من العرض الجانبي، باستخدام حركة ثنائية الأبعاد، أو ثلاثية الأبعاد مع وضع الكاميرا إما خلف الشخصية الرئيسية أو في منظور متساوي القياس. تميل لعبة المنصات النموذجية إلى أن تكون ديناميكية للغاية وتتحدى ردود أفعال اللاعب وتوقيته وبراعته باستخدام عناصر التحكم. أكثر خيارات الحركة شيوعًا في هذا النوع هي المشي والجري والقفز والهجوم والتسلق. القفز أمر أساسي لهذا النوع، على الرغم من وجود استثناءات مثل لعبة باباي (1982). في بعض الألعاب، يكون مسار القفزة ثابتًا، لكن في بعض الألعاب الأخرى يمكن تغييره في الجو. غالبًا ما يتسبب السقوط من ارتفاع كبير في حدوث ضرر أو وفاة. تحتوي العديد من ألعاب المنصات على عوائق بيئية تقتل شخصية اللاعب عند ملامسته، مثل حفر الحمم البركانية أو الصدوع التي لا نهاية لها. من خلال مناطق مختلفة من عالم اللعبة، قد يكون اللاعب قادرًا على جمع العناصر والتعزيزات التي يمكن أن تكون مفيدة في مواقف مختلفة، ومنح الشخصية الرئيسية قدرات جديدة للتغلب على المحن. تتكون معظم الألعاب من هذا النوع من مستويات متعددة من الصعوبة المتزايدة، والتي قد تتداخل أيضًا مع مواجهات الرؤساء، حيث يتعين على الشخصية هزيمة عدو خطير بشكل خاص من أجل التقدم. عادةً ما يكون ترتيب المستوى محددًا مسبقًا، لكن بعض الألعاب تسمح أيضًا للاعبين بالتنقل بحرية في جميع أنحاء عالم اللعبة، أو قد تتميز بمسارات مختلفة لاتخاذها في نقاط معينة. تعد الألغاز المنطقية البسيطة التي يجب حلها وتجارب المهارات التي يجب التغلب عليها عنصرًا شائعًا آخر في هذا النوع. هناك نوع أكثر حداثة من ألعاب المنصات (التمرير ثلاثي الأبعاد بشكل عام)، يُطلق عليه «المتسابقون»، حيث يكون الشخصية الرئيسية تتحرك دائمًا إلى الأمام بسرعة عالية بينما يجب على اللاعب توجيهها بشكل صحيح حتى لا تسقط أو تصطدم بالعقبات، وتمكن من الوصول إلى نقاط التفتيش في الوقت المناسب. نظرًا للبساطة النسبية لعناصر التحكم، فإن هذا النوع من الألعاب هو الأنسب للأجهزة المحمولة، وقد أصبح شائعًا للغاية في السنوات الأخيرة.

## التسمية
تم استخدام أسماء مختلفة في السنوات التي أعقبت إصدار أول عنوان تم إنشاؤه في هذا النوع، دونكي كونج (1981). أطلق شيغيرو مياموتو في الأصل على دونكي كونغ «لعبة الجري / القفز / التسلق» أثناء تطويره. استخدم مياموتو بشكل شائع مصطلح «لعبة رياضية» للإشارة إلى دونكي كونغ والألعاب اللاحقة في هذا النوع، مثل سوبر ماريو برذرز (بالإنجليزية: Super Mario Bros) (1985).
أنتجت دونكي كونغ عددًا من الألعاب الأخرى بمزيج من الجري والقفز والاجتياز العمودي، وهو نوع جديد لا يتطابق مع نمط الألعاب التي سبقته، تاركًا الصحفيين والكتاب لتقديم شروطهم الخاصة. أشارت مجلة ألعاب الكمبيوتر والفيديو، من بين آخرين، إلى هذا النوع على أنه ألعاب "دونكي كونج" أو "ألعاب على غرار كونج". تم استخدام "ألعاب التسلق" في كتاب ستيف بلومز الذي صدر عام 1982 بعنوان فيديو إنفايدرز ومجلات إكترونيك جايمز (الولايات المتحدة) وتي في جايمر (المملكة المتحدة). عرّف بلوم "ألعاب التسلق" على أنها ألقاب حيث "يجب على اللاعب" الصعود من أسفل الشاشة إلى الأعلى مع تجنب و / أو تدمير العقبات والأعداء الذين تقابلهم دائمًا على طول الطريق. " تحت هذا التعريف، قام بإدراج سبايس بانيك (1980) ودونكي كونغ وفروغر (1981) كألعاب تسلق. في ديسمبر 1982، مراجعة الحوسبة الإبداعية للعبة أبل بير ران 2، استخدم المراجع مصطلحًا مختلفًا: "سأطلق على هذه اللعبة اسم لعبة السلم، كما هو الحال في" نوع السلم "، والذي يتضمن أبل بانيك ودونكي كونغ." كما تم استخدام مصطلح "لعبة السلم" من قبل مجلة فيديو جايمز بلاير (بالإنجليزية: Video Games Player) في عام 1983 عندما منحت كوليكو في دونكي كونغ جائزة لعبة السنة الرائدة (بالإنجليزية: Ladder Game of the Year).
هناك مصطلح آخر شائع الاستخدام للإشارة إلى هذا النوع وهو «ألعاب حركة الشخصيات» خلال أواخر الثمانينيات إلى التسعينيات، مع استخدام المصطلح للإشارة إلى ألعاب مثل سوبر ماريو بروس، القنفذ سونيك، وبابسي. ومع ذلك، تم تطبيق المصطلح أيضًا بشكل أكثر عمومية على ألعاب الفيديو ذات التمرير الجانبي، بما في ذلك ألعاب الرماية بالركض والبندقية مثل غنستار هيروز. أصبحت لعبة المنصة مصطلحًا قياسيًا في أواخر الثمانينيات، وشاع من خلال استخدامها في صحافة المملكة المتحدة. بحلول عام 1989، كانت المجلات البريطانية تستخدم مصطلح ألعاب «المنصة» للإشارة إلى هذا النوع؛ تتضمن الأمثلة الإشارة إلى «قالب سوبر ماريو» كألعاب منصة، أو استدعاء سترايدر على أنها لعبة «منصة وسلالم».

## التاريخ

### حركة الشاشة الواحدة

يوضح مستوى دونكي كونغ (1981) هذا القفز بين المنصات، وهي السمة المميزة لهذا النوع.

نشأت ألعاب المنصات في أوائل الثمانينيات. اقتصرت معظم الأمثلة المبكرة لألعاب المنصات على ساحة لعب ثابتة، والتي يتم عرضها بشكل عام في الملف الشخصي، وكانت تستند إلى ميكانيكا التسلق بين المنصات بدلاً من القفز. يُنسب أحيانًا إلى سبايس بانيك، وهو إصدار أركيد 1980 بواسطة شركة يونيفرسال، باعتباره أول لعبة منصة. كان هناك مقدمة أخرى لهذا النوع من عام 1980 كان نيهون بوسان وكرايزي كليمبر، حيث يقوم اللاعب بقياس ناطحات السحاب ذات التمرير الرأسي.
دونكي كونغ، لعبة أركيد ابتكرتها شركة نينتندو وتم إصدارها في يوليو 1981، كانت أول لعبة تسمح للاعبين بالقفز فوق العقبات والفجوات؛ يعتبر على نطاق واسع ليكون أول منصة بسبب هذه الميزات المحددة. قدم ماريو تحت اسم جامب مان. تم نقل دونكي كونغ إلى العديد من وحدات التحكم وأجهزة الكمبيوتر في ذلك الوقت، لا سيما لعبة حزمة البيع لنظام كوليكو فيجن، وأيضًا نسخة محمولة من كوليكو في عام 1982. ساعدت اللعبة في ترسيخ مكانة نينتندو كاسم مهم في صناعة ألعاب الفيديو على المستوى الدولي.
في العام التالي، تلقَّت لعبة دونكي كونغ تكملة، من خلال إصدار دونكي كونغ جونيور ولاحقًا ماريو برذرز، وهي لعبة منصة مع اللعب التعاوني للاعبين. لقد أرست الأساس لمنصات أخرى تعاونية للاعبين مثل فايري لاند ستوري وبوبل بابل. ابتداءً من عام 1982، ظهرت الألعاب الانتقالية التي لا تستخدم رسومات التمرير، ولكن لها مستويات تمتد عبر عدة شاشات متصلة. مأزق ديفيد كرين! بالنسبة إلى أتاري 2600، مع 256 شاشة متصلة أفقيًا، أصبحت واحدة من أكثر الألعاب مبيعًا على النظام وكانت طفرة في هذا النوع. سمروف: تم إصدار سمروف: ريسكو إن غاغميلز كاسل (بالإنجليزية: Rescue in Gargamels Castle) على كوليكو فيجن في نفس العام، مضيفًا التضاريس غير المستوية وأحواض التمرير بين الشاشات الثابتة. واصل مانيك ماينر (1983) وتكملتهُ هي جيت سيت ويلّي (1984) هذا النمط من مستويات الشاشات المتعددة على أجهزة الكمبيوتر المنزلية. مطلوب: فاز مونتي مول بأول جائزة على الإطلاق لأفضل لعبة منصة في عام 1984 من مجلة كراش. في وقت لاحق من نفس العام، أصدرت شركة إيبكس مهمة مستحيلة، وأطلقت شركة باركر براذرز انتقام مونتيزوما (بالإنجليزية: Montezumas Revenge)، والذي توسَّع في مجال الاستكشاف.

### حركة التمرير

قدم جامب باغ (1981) التمرير إلى هذا النوع.

جاءت أول لعبة منصة تستخدم رسومات التمرير قبل سنوات من انتشار هذا النوع. جامب باغ هي لعبة منصّة من نوع بانبريستو طُوّرت بواسطة ألفا دينشي بموجب عقد مع شركة ثانيّة، وتم إصدارها في عام 1981، بعد خمسة أشهر فقط من دونكي كونغ. يتحكم اللاعبون في سيارة كذاب تقفز على منصات مختلفة مثل المباني والسحب والتلال. قدمت جامب باغ لمحة عما سيأتي، مع منصات ومستويات غير متساوية ومعلقة تم تمريرها أفقيًا وفي قسم واحد عموديًا.
تجمع لعبة مون باترول التي أعدتها شركة إريم عام 1982 بين القفز فوق العقبات وإطلاق النار على المهاجمين. بعد شهر، أصدر Taito لعبة جانغل كينغ، وهي لعبة حركية بالتمرير الجانبي مع تمرير المنظر وبعض عناصر النظام الأساسي: القفز بين الكروم، والقفز أو الجري تحت الصخور المرتدة. تمت إعادة إصداره بسرعة باسم جانغل هانت بسبب أوجه التشابه مع طرزان.
تتضمن لعبة تراك أتاك 1982 مستوى منصة للتمرير حيث تجري الشخصية وتقفز على طول الجزء العلوي من قطار متحرك. الشخصية هي أكثر بقليل من شخصية عصا، لكن الألعاب البهلوانية تستحضر الحركة التي ستظهرها ألعاب مثل أمير بلاد فارس. تم إطلاق لعبة كويست فور تايرز من قبل شركة سييرا أون لاين في عام 1983 على كوليكو فيجن والعديد من أجهزة الكمبيوتر المنزلية. تحتوي اللعبة على مستويات كبيرة من التمرير الجانبي وطريقة لعب بسيطة على النظام الأساسي حيث يقفز اللاعبون للتغلب على المزالق والعقبات، مثل مون باترول. في نفس العام، ظهرت لعبة منصة التمرير على كومودور 64 وأجهزة كمبيوتر أتاري 8 بت تسمى سنوكي. أضافت التضاريس غير المستوية والتركيز على القفز بدقة. استنادًا إلى الرسوم المتحركة بدلًا من لعبة المتاهة، تعد لعبة باك-لاند لعام 1984 من نامكو لعبة منصات ثنائية الاتجاه، قابلة للتمرير أفقيًا، مع المشي والجري والقفز وألواح القفز وشكا من السلطة وسلسلة من المستويات الفريدة.
أصبحت لعبة سوبر ماريو برذرز من نينتندو، التي تم إصدارها لنظام نينتندو إنترتينمنت سيستم في عام 1985، النموذج الأصلي للعديد من ألعاب المنصات. تم تجميعها مع أنظمة نينتندو في أمريكا الشمالية واليابان وأوروبا، وبيعت أكثر من 40 مليون نسخة، وفقًا لكتاب غينيس للأرقام القياسية لعام 1999. أدى نجاحها كحزمة في العديد من الشركات إلى رؤية ألعاب المنصات على أنها حيوية لنجاحها، وساهمت بشكل كبير في تعميم هذا النوع خلال جيل وحدة التحكم 8 بت. حاولت سيجا محاكاة هذا النجاح مع سلسلة أليكس كيد، والتي بدأت في عام 1986 على سيجا ماستر سيستم مع أليكس كيد إن ميركل ورلد. كان لديها مستويات تمرير أفقية ورأسية، والقدرة على لكمة الأعداء والعقبات، ومتاجر للاعب لشراء شكا من السلطة والمركبات. سلسلة منصات سيجا الأخرى التي بدأت في نفس العام هي واندر بوي التي تمَّ استلهامها من اللعبة الأصلية في عام 1986 من باك لاند أكثر من سوبر ماريو بروس، مع مقاطع التزلج التي أعطت اللعبة إحساسًا أكبر بالسرعة من ألعاب المنصات الأخرى في ذلك الوقت، بينما كتكملة لها، أضاف واندر Boy إن مانستر لاند عناصر الحركة والمغامرة ولعب الأدوار. لعبة واندر بوي بدورها مستوحاة من ألعاب مثل جزيرة المغامرة وديناستيك هيرو وبوبفل ماي وشاناي.
أصبحت ألعاب منصة التمرير محمولة في أواخر الثمانينيات مع ألعاب مثل سوبر ماريو لاند، واستمر هذا النوع في الحفاظ على شعبيته، حيث تم إصدار العديد من العناوين لأنظمة غيم بوي وسيجا جيم جير المحمولة. واحدة من أولى ألعاب المنصات التي يتم التمرير فيها بحرية في جميع الاتجاهات الأربعة وتتبع حركة الشخصية التي تظهر على الشاشة هي لعبة متجهة تسمى ماجور هافوك، والتي تضم عددًا من الألعاب المصغرة، بما في ذلك منصة بسيطة. واحدة من أولى ألعاب المنصات القائمة على البيانات النقطية للتمرير بسلاسة في جميع الاتجاهات بهذه الطريقة هي لعبة ذا كيج أوف ليجند لعام 1984. في عام 1985، أصدرت إنكس لعبة مغامرات عالمية مفتوحة بعنوان براين بريكر. شهد العام التالي إطلاق مغامرة منصة عالمية أكثر نجاحًا، مترويد، والتي نالت استحسان النقاد لوجود توازن بين الاستكشاف المفتوح والموجه. تم إطلاق مغامرة منصة أخرى في ذلك العام، وهي لعبة بوني كانيون، وقد تعرضت لانتقادات شديدة بسبب غموضها وتصميمها الضعيف للعبة. في نفس العام، أصدر جاليكو إسبر بوكينتاي، وهو تكملة للعبة جاليكو 5 الذي تم تمريره في جميع الاتجاهات وسمح لشخصية اللاعب بعمل قفزات ضخمة متعددة الطوابق للتنقل في المستويات ذات الاتجاه الرأسي. أصدرت تيلنت جابان أيضًا وجهة نظرها الخاصة في لعبة منصة الحركة فاليس، والتي تضمنت مشاهد مقطوعة على غرار الرسوم المتحركة.
في عام 1987، قدم ميجا مان من كابكوم تقدمًا غير خطي حيث يكون اللاعب قادرًا على اختيار الترتيب الذي يكمل به المستويات. كان هذا تناقضًا صارخًا مع كل من الألعاب الخطية مثل سوبر ماريو بروس. وألعاب العالم المفتوح مثل ميترويد. تنسب غيمز رادار إلى ميزة «تحديد المستوى» الخاصة بميجا مان كأساس لهيكل المهمة غير الخطي الموجود في معظم الألعاب المفتوحة، متعددة المهام، المهام الجانبية، الثقيلة. منصة أخرى من كابكوم في ذلك العام كانت بيونيك كوماندو، وهي لعبة حركية متعددة الاتجاهات تمرر على منصات متعددة والتي قدمت آلية خطاف تصارع ظهرت منذ ذلك الحين في العشرات من ألعاب المنصات، بما في ذلك إيرث وورم جيم وتوم رايدر.

#### الجيل الثاني من أدوات التمرير الجانبية
بحلول الوقت الذي تم فيه إطلاق ميجا درايف وتوربو غرافيكس-16، كانت ألعاب المنصات هي النوع الأكثر شيوعًا في ألعاب وحدة التحكم. كان هناك تركيز خاص على امتلاك عنوان منصة رئيسية حصريًا لنظام يتميز بشخصية التميمة. في عام 1989، نشرت سيجا أليكس كيدز إن ذا إنشنتيد كاسل وتُترجَم حرفيًا إلى أليكس كيدز في القلعة المسحورة، والتي كانت ناجحة بشكل متواضع فقط. في نفس العام، نشرت كابكوم لعبة سترايدر في أروقة، والتي تم تمريرها في اتجاهات متعددة وسمحت للاعب باستدعاء شركاء الذكاء الاصطناعي، مثل الروبوت، النمر، والصقر، للمساعدة في محاربة الأعداء. كان إصدار سيجا الآخر في عام 1989 هو شاداو دانسر، والذي تضمن أيضًا شريكًا للذكاء الاصطناعي: كلب تابع اللاعب حوله وساعد في المعركة. في عام 1990، أطلقت هادسن سوفت لعبة مغامرات بونكس، حيث تم وضع بطل الرواية على أنه تميمة إن إي سي. في العام التالي، سمحت تاكورو كوروكون، وهي لعبة منصات متأخرة لفاميكوم للاعبين ببناء شخصية من صندوق ألعاب مليء بقطع الغيار.
في عام 1989، تم إصدار سوبر فاميكوم في اليابان، جنبًا إلى جنب مع سوبر ماريو ورلد المنتظر بفارغ الصبر. في العام التالي، أصدرت نينتندو وحدة التحكم باسم سوبر نيس في أمريكا الشمالية، جنبًا إلى جنب مع سوبر ماريو وورلد، بينما أصدرت سيجا لعبة القنفذ سونيك لجينيسيس. عرضت سونيك أسلوبًا جديدًا للتصميم أصبح ممكنًا بفضل جيل جديد من الأجهزة: المراحل الكبيرة التي تم تمريرها في جميع الاتجاهات، والتلال المنحنية، والحلقات، ونظام فيزيائي يسمح للاعبين بالاندفاع عبر مستوياته بقفزات ودحرجة في وضع جيد. وصف سيجا سونيك بأنه مراهق يتمتع بشخصية متمردة لجذب اللاعبين الذين رأوا الجيل السابق من وحدات التحكم على أنه مخصص للأطفال. أظهرت سرعة الشخصية قدرات الأجهزة الخاصة بجينيسيس. أصبح سونيك نموذجًا جديدًا للتميمة، خاصةً لموقفه المتصور، والذي وصفه بأنه متمرد. سرعان ما أصبح هذا الموقف شائعًا حيث حاولت الشركات تكرار نجاح سونيك بأشكالها المجسمة ذات الألوان الزاهية. غالبًا ما كانت تتميز بنفاد الصبر والسخرية والمزاح المتكررة. ظهر جيل ثان من ألعاب المنصات لأجهزة الكمبيوتر جنبًا إلى جنب مع الموجة الجديدة من وحدات التحكم. في النصف الأخير من الثمانينيات وأوائل التسعينيات، كانت أميغا منصة ألعاب قوية مع أجهزة الفيديو وأجهزة الصوت المخصصة. تم دعم أتاري إس تي بقوة أيضًا. أظهرت ألعاب مثل ظل الوحش (بالإنجليزية: Shadow of the Beast) وتوريكان (بالإنجليزية: Turrican) أن ألعاب منصات الكمبيوتر يمكن أن تنافس معاصريها.
كانت لعبة البرنامج التجريبي
مغامرات كابتن كوميك (بالإنجليزية: The Adventures of Captain Comic) عام 1988 واحدة من المحاولات الأولى لمنصة ألعاب بأسلوب نينتندو لأجهزة الكمبيوتر المتوافقة مع آي بي إم المتوافق. لقد ألهمت كوماندور كين، الذي تم إصداره بواسطة إد سوفتوير (بالإنجليزية: id Software) في عام 1990، والذي أصبح أول منصة إم إس-دوس مع رسومات تمرير سلسة. أدى نجاح كين إلى العديد من منصات المنصات على جهاز الكمبيوتر، بما في ذلك دوك نوكيم (بالإنجليزية: Duke Nukem) ودوك نوكيم 2 (بالإنجليزية: Duke Nukem II) ومغامرات كوسموس كوسميك (بالإنجليزية: Cosmos Cosmic Adventure) ودارك آيجز (بالإنجليزية: Dark Ages)، كل ذلك بواسطة 3دي ريالمز (بالإنجليزية: Apogee Software) أدى ذلك إلى اندلاع سلسلة قصيرة من ألعاب المنصات العرضية حيث تم توزيع الأول مجانًا وكان الجزآن 2 و3 متاحين للشراء.

#### الوضع ثنائي الأبعاد
استمرت وفرة منصات المنصات لوحدات التحكم ذات 16 بت في وقت متأخر من الجيل، مع ألعاب ناجحة
- مثل فيكتورمان (1995)، ودونكي كونج كونتري 2: ديدي كونج كويست (بالإنجليزية: Donkey Kong Country 2: Diddys Kong Quest) (1995)، وسوبر ماريو ورلد 2: يوشيز آيلاند (بالإنجليزية: Super Mario World 2: Yoshis Island) (1995)، ولكن تسبب إصدار أجهزة جديدة في ابتعاد اللاعبين عن الأنواع ثنائية الأبعاد.[6] بالرغم من ذلك، تميزت سيجا ساترن وبلاي ستيشن ونينتندو 64 بعدد من ألعاب المنصات ثنائية الأبعاد الناجحة. حقق 2D رايمان نجاحًا كبيرًا على وحدات تحكم 32 بت. ساعد كل من ميجا مان 8 وميجا مان إكس 4 في تنشيط الاهتمام بشخصية ميجا مان في كابكوم. كاسلفينيا: سيمفوني أوف ذا نايت تنشيط سلسلتها وأنشأت أساسًا جديدًا لألعاب كاسلفينيا اللاحقة. أبقى آد ورلد وهيرت أوف داركنيس النوع الفرعي المولود من أمير بلاد فارس على قيد الحياة. أدت صعوبات تكييف طريقة اللعب في النظام الأساسي إلى ثلاثة أبعاد إلى تنازل بعض المطورين عن طريق إقران الفلاش المرئي ثلاثي الأبعاد بأسلوب اللعب التقليدي ذي التمرير الجانبي ثنائي الأبعاد. غالبًا ما يشار إلى هذه الألعاب باسم 2.5 دي.[61] كانت أول لعبة من هذا النوع هي عنوان إطلاق سيجا ساترن، كلوك وورك نايت (1994). وشهدت المباراة مستوى ومدرب الشخصيات المقدمة في ثري دي، ولكن احتفظت تو دي اللعب واستخدامها المقدمة قبل العفاريت تو دي لشخصيات العادية، على غرار دونكي كونج البلد. تم تحسين تكملة تصميمها، حيث تتميز ببعض التأثيرات ثلاثية الأبعاد مثل التنقل بين المقدمة والخلفية، وتحريك الكاميرا والانحناء حول الزوايا. وفي الوقت نفسه، جلبت بانديمونيوم وكلونوا نمط 2.5 دي إلى بلاي ستيشن. في استراحة من الماضي، كان لدى نينتندو 64 أقل عدد من منصات التمرير الجانبية مع أربعة فقط ؛ قصة يوشي، كيربي 64: الشظايا الكريستالية، وقد قوبل معظمهم برد فاتر من النقاد في ذلك الوقت.[62][63] على الرغم من ذلك، باعت يوشيس ستوري أكثر من مليون نسخة في الولايات المتحدة،[64] وتصدرت شركة ميشيف مايكزر المخططات في الأشهر التي أعقبت إصدارها.[65][66]

### الوضع ثلاثي الأبعاد
يشير مصطلح النظام الأساسي ثلاثي الأبعاد عادةً إلى الألعاب ذات أسلوب اللعب في ثلاثة أبعاد ورسومات ثلاثية الأبعاد متعددة الأضلاع. عادةً ما يتم تضمين الألعاب التي تحتوي على طريقة لعب ثلاثية الأبعاد ولكن رسومات ثنائية الأبعاد تحت مظلة منصات متساوية القياس، في حين أن الألعاب التي تحتوي على رسومات ثلاثية الأبعاد ولكن طريقة اللعب على مستوى ثنائي الأبعاد تسمى 2.5 دي، لأنها مزيج من ثنائية وثلاثية الأبعاد. من أوائل ألعاب المنصات ذات الرسومات ثلاثية الأبعاد كان كونغو بونجو من شركة سيجا في عام 1983. ظهرت أولى منصات المنصات لمحاكاة منظور ثلاثي الأبعاد والكاميرا المتحركة في أوائل منتصف الثمانينيات. ومن الأمثلة المبكرة على ذلك، لعبة منصة كونامي مغامرة القطب الجنوب، حيث يتحكم اللاعب في بطريق من منظور شخص ثالث يمرر للأمام بينما يضطر للقفز فوق الحفر والعقبات. تم طرحه في الأصل عام 1983 لحاسوب إم إس إكس، وتم نقله لاحقًا إلى منصات مختلفة في العام التالي، بما في ذلك إصدار الممرات  نينتندو إنترتينمنت سيستم، وكوليكو فيجن. شهد عام 1986 إصدار تكملة لمنصة التمرير الأمامي مغامرات أنتاراكتيك تسمى مغامرات بينغوين، والتي صممها هيديو كوجيما. تضمنت المزيد من عناصر لعبة الحركة، وتنوع أكبر في المستويات، وعناصر آر بي جي مثل ترقية المعدات، ونهايات متعددة. في أوائل عام 1987، أصدرت سكوير لعبة وورلد رانر ثلاثية الأبعاد، التي صممها هيرونوبو ساكاغوتشي وناصر جيبيلي. باستخدام تأثير التمرير إلى الأمام مماثلة لسيجا 1985 شخص ثالث السكك الحديدية مطلق النار الفضاء هارير. 3-دي وورلد رانر كانت لعبة حركية لمنصة زائفة ثلاثية الأبعاد لمنصة التمرير للأمام مبكرًا حيث كان للاعبين الحرية في التحرك في أي اتجاه تمرير للأمام ويمكنهم القفز فوق العقبات والفجوات. كان ملحوظًا لكونها واحدة من أولى الألعاب المجسمة ثلاثية الأبعاد. أصدرت سكواير الجزء الخاص بها، جي جي، في وقت لاحق من ذلك العام.
أقرب مثال على حقيقية ثري دي منصة لعبة هي لعبة الكمبيوتر فرنسية تدعى موجات ألفا، التي أنشأتها كريستوف دى دينيشين والتي نشرتها إينفوغرمس في عام 1990 ل أتاري إس تي، أميغا، ومتوافقة آي بي إم المتوافقة.
خلل برمجي!، إحدى ألعاب سيغا ساترن التي تم إصدارها في عام 1995، قدمت نهجًا أكثر تحفظًا لمنصات ثلاثية الأبعاد حقيقية. سمح للاعبين بالتحرك في جميع الاتجاهات، لكنه لم يسمح بالحركة على طول أكثر من محور في وقت واحد ؛ يمكن للاعب التحرك بشكل متعامد ولكن ليس بشكل مائل. كانت شخصياتها عبارة عن نقوش متحركة مسبقًا، تشبه إلى حد كبير فارس الساعة السابق. لعبت اللعبة بشكل مشابه جدًا لمنصات الألعاب ثنائية الأبعاد، ولكنها كانت تُعتبر عنوانًا ثلاثي الأبعاد حقيقيًا، وتسمح للاعبين بالسير على الجدران والأسقف. لديها تكملة تسمى باغ تو!. في عام 1995، أصدرت شركة دلفين سوفتوير تكملة ثلاثية الأبعاد لمنصة الألعاب ثنائية الأبعاد فلاشباك. بعنوان فايد تو بلاك، كانت المحاولة الأولى لجلب سلسلة ألعاب منصة ثنائية الأبعاد شهيرة إلى ثلاثية الأبعاد. بينما احتفظت بأسلوب التصميم الموجه للألغاز والتحكم القائم على الخطوة، إلا أنها لم تفي بمعايير لعبة النظام الأساسي، وتم وصفها بأنها مغامرة حركة. استخدمت شخصيات ثلاثية الأبعاد وقطع ثابتة، ولكن تم تقديم بيئاتها باستخدام محرك صلب مشابه للمحرك المستخدم من قبل ولفينشتاين 3دي، حيث يمكنها فقط عرض ممرات مربعة ومسطحة، بدلاً من المنصات المعلقة التي يمكن القفز بينها. تبنت سوني مشروعًا قائمًا للمطورين نوتي دوغ: كراش دوغ. ظلَّت كراش التميمة غير الرسمية لشركة سوني على مدار السنوات العديدة القادمة قبل التحول إلى إصدارات متعددة المنصات في جيل وحدة التحكم التالي. كلفت سيجا الاستوديو الأمريكي، سيجا تيكنكل، بإحضار سونيك ذا هيدغوغ إلى ثري دي. كان مشروعهم، الذي يحمل عنوان سونيك إكس-تريم، يتميز بمقاربة مختلفة جذريًا للسلسلة، مع كاميرا عين السمكة المبالغ فيها وطريقة اللعب متعددة الاتجاهات التي تذكرنا بباج!. يرجع ذلك جزئيًا إلى التعارضات مع شركة سيجا في اليابان والجدول الزمني المتسرع، ولم تصل اللعبة إلى السوق مطلقًا.

#### تصحيح ثلاثي الأبعاد
ابتداءً من التسعينيات، بدأت ألعاب المنصات في التحول من تجارب ثلاثية الأبعاد زائفة إلى تجارب «ثلاثية الأبعاد حقيقية»، وكان التمييز هو القيود المفروضة على درجة تحكم اللاعب في الشخصية والكاميرا. يتطلب عرض البيئة ثلاثية الأبعاد من الزوايا التي يتحكم فيها المستخدم أن تكون أجهزة الرسومات قوية بما فيه الكفاية، وأن نموذج العرض والفن للعبة يمكن رؤيته من زاوية عشوائية. سمح التحسن في تقنية الرسوم للناشرين بإنتاج مثل هذه الألعاب، لكنه أدخل العديد من المشكلات الجديدة ؛ على سبيل المثال، إذا كان من الممكن وضع الكاميرا الافتراضية بشكل تعسفي، فيجب تقييدها لمنعها من الاقتطاع عبر البيئة. في عام 1994، أطلق مطور صغير يسمى إكزاكت لعبة لجهاز الكمبيوتر شارب إكس68000 تسمى جيوغراف سيل. كانت اللعبة عبارة عن لعبة هجينة ثلاثية الأبعاد بالكامل من منظور شخص أول مطلق النار مع عنصر قفز منصة واضح. تجريب اللاعبين الضفدع مثل الميكانيكية التي يمكن أن تقفز ثم القفز المزدوج أو الثلاثي عالية قفزة في الهواء، كما انتقادات الكاميرا وصولا إلى مساعدة اللاعبين يصطف الهبوط بهم. بالإضافة إلى إطلاق النار، كان القفز على الأعداء وسيلة أساسية للهجوم. كانت هذه أول لعبة حركية ثلاثية الأبعاد حقيقية مع بيئات تجوال مجانية، ولكن لم يتم نقلها مطلقًا إلى منصة أخرى ولم يتم إصدارها خارج اليابان، لذا فهي لا تزال غير معروفة نسبيًا في الغرب.
في العام التالي، أصدرت إكزاكت متابعتها لجيوغراف سيل باعتبارها عنوانًا مبكرًا لوحدة تحكم بلاي ستيشن الجديدة من سوني. جامبينغ فلاش! الذي صدر في أبريل 1995، يعتبر استمرارًا مباشرًا لمفاهيم اللعب في جيوغراف سيل. تم استبدال الآلة التي تشبه الضفدع بميكانيكا أرنب كاريكاتورية، تسمى روبيت. كان تصميم المستوى يركز بشكل أكبر على التنقل بين المنصات، وتم إصداره في أوروبا وأمريكا الشمالية كعنوان إطلاق، مما ساعده على اكتساب مكانة أعلى بكثير. كان العنوان ناجحًا بدرجة كافية لتلقي سلسلتين، ويُذكر كأول منصة ثلاثية الأبعاد على وحدة تحكم. أكد روب فاهي من يورو غيمر أن اللعبة كانت واحدة من أهم أسلاف أي لعبة منصة ثلاثية الأبعاد في ذلك الوقت. يحمل جامبيغ فلاش الرقم القياسي لـ «أول منصة ألعاب فيديو ثلاثية الأبعاد حقيقية» وفقًا لموسوعة غينيس للأرقام القياسية. ومن الألعاب ثلاثية الأبعاد المبكرة الأخرى هي فلوتينغ رانر، التي طورتها الشركة اليابانية كينج وتم إصدارها للبلاي ستيشن في أوائل عام 1996، قبل إصدار سوبر ماريو 64. استخدم فلوتينغ رانر عناصر تحكم دي-باد ومنظور كاميرا خلف الشخصية. أصدرت نينتندو سوبر ماريو 64 في عام 1996. قبل ذلك لم يكن هناك نموذج راسخ لجلب ألعاب المنصات إلى نظام ثلاثي الأبعاد. سمحت طريقة لعبها للاعبين باستكشاف بيئات ثلاثية الأبعاد مفتوحة بحرية أكبر من أي محاولة سابقة في لعبة منصة ثلاثية الأبعاد. للمساعدة في ذلك، أضافت نينتندو عصا تحكم تمثيلية إلى وحدة التحكم نينتندو 64 الخاصة بها، وهو شيء لم يتم تضمينه في وحدة تحكم وحدة التحكم القياسية منذ فيكتريكس، والذي أصبح منذ ذلك الحين قياسيًا في وحدات التحكم الأخرى. سمح هذا بالحصول على الدقة الدقيقة اللازمة لمنظور حر. لم يعد اللاعبون يتبعون مسارًا خطيًا إلى نهايات المستويات أيضًا، حيث توفر معظم المستويات أهدافًا قائمة على الأهداف. كان هناك عدد قليل من مستويات الرؤساء التي قدمت منصات تقليدية أكثر.
ترددت شائعات بأن سوبر ماريو 64 كان سيتم تطويره في الأصل لسنيس باستخدام شريحة سوبر إف إكس بعنوان سوبر ماريو إف إكس، ولكن تم إثبات خطأ هذا من قبل ديلان كاثبرت، أحد المبرمجين في أرغوناوت سوفتوير الذين عملوا في ستار فوكس، مثل «سوبر ماريو إف إكس» كان مجرد اسم رمز داخلي لشريحة سوبر إف إكس. قدمت شركة أرجنوت سوفتوير نموذجًا أوليًا مبكرًا لمنصة ثلاثية الأبعاد من بطولة يوشي، وهي شخصية في سلسلة سوبر ماريو، إلى نينتدو. رفضت نينتدو أرض الملعب مما أدى إلى عودة المباراة إلى عنوان 1997 كروك: ليجيند أوف ذا غوبوس. أحدث سوبر ماريو 64 تغييرًا في أهداف بعض لاعبي المنصات. في معظم منصات الألعاب ثنائية الأبعاد، كان على اللاعب فقط الوصول إلى هدف واحد لإكمال المستوى، ولكن في ماريو 64 احتوى كل مستوى على هيكل قائم على المهام يكافئ العناصر اللازمة لفتح مناطق جديدة. اتبعت العديد من لاعبي المنصات ثلاثية الأبعاد هذا الاتجاه مثل بانجو كازووي والتنين سبايرو ودونكي كونغ 64 مما أدى إلى إنشاء النوع «كوليكتا أثون». سمح ذلك باستخدام أكثر كفاءة للمناطق ثلاثية الأبعاد الكبيرة ومكافأة اللاعب على الاستكشاف الشامل لبيئته، ولكنه احتوى أيضًا على قفز أقل واشتمل على المزيد من عناصر ألعاب الحركة والمغامرة. مع استقرار ألعاب المنصات في نموذج التجوال الجديد الجديد، أصبح من الضروري للمطورين برمجة كاميرا ذكية ديناميكية. لم تكن هذه مشكلة مع منصات ثنائية الأبعاد، والتي كانت قادرة على الحفاظ على وجهة نظر ثابتة. كما أدت إضافة كاميرا مجانية إلى زيادة صعوبة تحديد اللاعبين للارتفاع والمسافة الدقيقة للمنصات، مما يجعل القفز على الألغاز أكثر صعوبة. بعض من أكثر منصات المنصات ثلاثية الأبعاد الخطية، مثل تورك وعالم واريو استخدموا الكاميرات النصية التي سمحت للحد الأدنى من التحكم في اللاعب. يحتاج الآخرون الذين لديهم بيئات أكثر انفتاحًا، مثل سوبر ماريو 64 وبانجو كازول، إلى كاميرات ذكية تتبع حركات اللاعبين. تطلبت هذه الكاميرات الذكية من المشغل تعديل العرض في الأوقات التي يتم فيها إعاقة الرؤية، أو ببساطة عدم مواجهة ما يحتاج اللاعب لرؤيته. كانت ألعاب تقمص الأدوار وإطلاق النار من منظور الشخص الأول وألعاب المغامرات الأكثر تعقيدًا تستحوذ على حصة أكبر في السوق. ومع ذلك، أصبحت توم رايدر واحدة من أفضل المسلسلات مبيعًا على بلاي ستيشن، جنبًا إلى جنب مع سبايرو من إنسومنياك غيمز وكراش بانديكوت من نوتي دوغ، وهي واحدة من الألعاب ثلاثية الأبعاد القليلة التي تحتفظ بتصميم المستوى الخطي للألعاب ثنائية الأبعاد. أيضًا، كان العديد من أفضل الكتب مبيعًا في نينتندو 64 من المنصات الأولى والثانية مثل سوبر ماريو 64 وبانجو كازوي ودونكي يونغ 64. على نظامي التشغيل ويندوز وماكنتوش، أثبتت سلسلة بوغدوم من بينجيا سوفتوير وبايوير نجاحهما. بدأ العديد من المطورين الذين حققوا نجاحًا في نوع المنصات ثلاثية الأبعاد، أيضًا في تجربة نشر عناوين تتميز بروح الدعابة والمحتوى الذي يستهدف جمهورًا أكثر نضجًا، على الرغم من أسلوبهم الفني. ومن الأمثلة على ذلك يوم الفراء السيئ لـ رير وكرستال دينامكس وجكس 3: ديب كوفر جيكو وليجسي أوف كاين: سول ريفير وغير ذلك. أنتجت سيجا لعبة ثري دي سونيك، سونيك أدفنشر، على وحدة تحكم دريم كاست الجديدة. استخدمت بنية مركزية مثل سوبر ماريو 64 ولكن مع مستويات خطية وموجهة نحو العمل مع التركيز على السرعة.

#### القرن الحادي والعشرين
أطلقت نينتدو وحدة التحكم غيم كيوب بدون لعبة منصة. ومع ذلك، فقد أصدرت سوبر ماريو سانشاين في عام 2002، وهي لعبة ماريو ثلاثية الأبعاد الثانية. بينما تم استقبال العنوان جيدًا في وقت إصداره، فقد تم انتقاده منذ ذلك الحين بسبب قصر طوله، ونقص تنوع الموقع، ووفرة المساحات المفتوحة في المستويات، مما يجعل اللعبة ذات وتيرة أبطأ.
ظهرت منصات أخرى بارزة ثلاثية الأبعاد خلال هذا الجيل. كان ماكسيمو وريثًا روحيًا لسلسلة غوستن غوبينز، وقد قدم بيلي هاتشر وجيانت إيغ عرض يوجي ناكا على منصة ماريو 64 المتأثرة، وعاد أراغونت سوفتوير بمنصة جديدة تسمى ماليس، وألعاب مثل دراغونو لاير ثري دي: العودة إلى لاير أند بيتفال: ذا لوست إكسبيدشن كانت محاولات لتحديث ألعاب الفيديو الكلاسيكية في الثمانينيات باستخدام نوع المنصة ثلاثية الأبعاد، أصبح سايكوناتس محبوبًا للغاية بناءً على مستوياته الخيالية وشخصياته الملونة، والعديد من الامتيازات التي ظهرت لأول مرة خلال الجيل السادس من طورت كل من وحدات التحكم مثل تاك وتاي ذا تاسمانيان تيجر ويب سكيب وسلاي كوبر. في أوروبا على وجه التحديد، حققت سلسلة كاو ذا كانغارو وهوجو شهرة وبيعت بشكل جيد. رايمان واصلت شعبية على الرغم من المباراة الثالثة في الامتياز لم تتلق فضلا عن الأولين. أدد وورلد: جلبت آد ورلد: مونشز آديزي امتياز أودد وورلد الشهير إلى البعد الثالث، لكن التكملة المستقبلية لهذه اللعبة لم تختار نوع النظام الأساسي ثلاثي الأبعاد.
انتقلت نوتي دوغ من كراش بانديكوت إلى جاك وداكستر، وهي سلسلة أصبحت أقل ارتباطًا بالمنصات التقليدية مع كل تكملة. لعبة منصا من إنسومنياك غيمز تسمى راتشت أند كلانك دفعت هذا النوع بعيدًا عن مثل هذه اللعبة، كما فعلت يونيفرسال ستوديوز في سبايرو. في عام 2008، أصدرت شركة كراك بوت مبيد حشري. كراك بوت، المكون من مطورين سابقين من لوكاس للفنّ، يجمع لأول مرة التأثيرات من النقطة والنقرات التي اشتهر بها لوكاس للفنّ في عناوين مثل غريم فاندانغو مع منصة. ظلت ألعاب المنصات نوعًا حيويًا، لكنها لم تستعيد شعبيتها أبدًا. كان جزء من التراجع الأخير للمنصات خلال العقد الأول من القرن الحادي والعشرين هو الافتقار إلى الابتكار مقارنة بالأنواع الأخرى في ألعاب الفيديو. كانت ألعاب المنصة إما تستهدف اللاعبين الأصغر سنًا على وجه التحديد، أو تم صنع الألعاب لتجنب تسمية النظام الأساسي. في عام 1998، استحوذت ألعاب المنصات على 15٪ من السوق، وأعلى من ذلك خلال فترة الذروة، وبعد أربع سنوات، انخفض هذا الرقم إلى 2٪. حتى فريق سايكوناتس المشهود لهم قد حققوا مبيعات متواضعة في البداية، مما دفع شركة ماجيسكو إنترتنمنت الناشرة إلى الانسحاب من ألعاب الكونسول ذات الميزانية المرتفعة، على الرغم من أن مبيعاتها في أوروبا كانت محترمة.

### التطورات الأخيرة
على الرغم من وجودها بشكل أقل في سوق الألعاب بشكل عام، إلا أن بعض ألعاب المنصات لا تزال ناجحة في الجيل السابع من وحدات التحكم. شهد عام 2007 إطلاق سوبر ماريو غالاكسي وراتشت أند كلانك: تولز أوف ديستركشن من أجل رد فعل إيجابي للنقد والمعجبين. حصلت لعبة سوبر ماريو غالاكسي على جائزة أفضل لعبة لعام 2007 على مواقع الألعاب البارزة بما في ذلك غيم سبوت وآي جي إن وغيم تريلرز، وكانت في ذلك الوقت أكثر الألعاب شهرة على الإطلاق وفقًا لـ غيم رانكينغز. في عام 2008، قامت ليتل بيج بلانيت بإقران ميكانيكا ألعاب النظام الأساسي ثنائية الأبعاد التقليدية بمحاكاة الفيزياء والمحتوى الذي أنشأه المستخدم، مما أدى إلى كسب مبيعات قوية وردود فعل نقدية. أصدرت إلكترونيك آرتس إصدار حافة المرآة، الذي اقترن أسلوب اللعب مع كاميرا الشخص الأول، لكنه تجنب تسويق اللعبة كمنصة بسبب الارتباط الذي طورته العلامة مع الألعاب الموجهة نحو الجماهير الأصغر سنًا. مراحل سونيك أنليشد المميزة التي تحتوي على أنماط ثنائية وثلاثية الأبعاد لمنصة اللعب ؛ تم استخدام هذه الصيغة أيضًا في سونيك كولرز وسونيك جينيريشنز. كما تم إصدار لعبتين لمنصة كراش بانديكوت في عامي 2007 و2008. بدأت شعبية منصات الألعاب ثنائية الأبعاد في الزيادة مرة أخرى في عام 2010. أعادت نينتندو إحياء هذا النوع في السنوات الأخيرة. تم إصدار نيو سوبر ماريو برذرز. في عام 2006 وباعت منه 30 مليون نسخة في جميع أنحاء العالم ؛ إنها اللعبة الأكثر مبيعًا لنينتندو، ورابع أفضل لعبة فيديو غير مجمعة مبيعًا على الإطلاق. باعت سوبر ماريو جالاكسي أكثر من ثمانية ملايين وحدة، حين أن سوبر بايبر ماريو، وسوبر ماريو 64 دي أس، وسونيك رش، ويوشيس آيلند دي سي، وكيربي سوبر ستار إلترا، وكيربي: سكويك سكواد لديها أيضًا مبيعات قوية، والحفاظ على النوع نشطًا.
بعد نجاح نيو سوبر ماريو برذرز. أظهر المستهلكون والناشرون اهتمامًا متجددًا بألعاب المنصات ثنائية الأبعاد. تتراوح هذه من عمليات الإحياء مثل بيونيك كوماندو ريرميد وكونترا ريبرث والقنفذ سونيك 4 ورايمان أوريجين (تم إصداره أيضًا في عام 2011 كعنوان بيع بالتجزئة على عدة منصات) إلى العناوين الأصلية مثل سبلوسيون مان وهنري هاتسوورث في لعبة المغامرات. كان واريو لاند: ذا شايد ديمنشن، الذي تم إصداره في عام 2008، عبارة عن منصة تتميز برسومات ثنائية الأبعاد تمامًا وأسلوب بصري غني. الألعاب اللاحقة مثل ليمبو وسوبر ميت بوي وبريدو ذا بيهيموث تستخدم أيضًا رسومات ثنائية الأبعاد بالكامل. لعبة سوبر ماريو بروس الجديدة وي ملحوظ بشكل خاص، على عكس غالبية منصات المنصات ثنائية الأبعاد في القرن الحادي والعشرين، فقد كان إصدارًا مباشرًا لوحدة تحكم غير محمولة، ولم يكن مقيدًا على شبكة توصيل المحتوى. نجاح نيو سوبر ماريو برذرز. أدى ويي إلى إطلاق نينتيندو لألعاب منهاج ثنائية الأبعاد مماثلة لسلعها الكلاسيكي في العام التالي: دونكي كونغ كانتري ريترنز. في عام 2012، أصدرت نينتيندو لعبتين أخريين على منصات ثنائية الأبعاد: نيو سوبر ماريو برذرز.2 لـ 3DS ونيو سوبر ماريو برذرز. يو لجهاز وي يو أصدرت نينتيندو أيضًا ألعاب منصة ثلاثية الأبعاد مع عناصر اللعب لألعاب المنصات ثنائية الأبعاد، مثل سوبر ماريو ثري دي لاند في عام 2011 وسوبر ماريو ثري دي وورلد لوي يو في عام 2013، والتي تضمنت أيضًا لعبة تعاونية متعددة اللاعبين. حقق كل منها نجاحًا نقديًا وتجاريًا. إلى جانب نجاحات نينتيندو الخاصة في ألعاب المنصات المختلفة، يساعد نمو الألعاب المستقلة في أواخر العقد الأول من القرن الحادي والعشرين وحتى العقد الأول من القرن الحادي والعشرين على تحفيز سوق ألعاب المنصات. كان أحد العناصر المشتركة لألعاب المنصات المستقلة الجديدة هو التركيز بشكل أكبر على السرد وتطوير عناصر مبتكرة غير موجودة في عناوين المنصات السابقة. في عام 2009، أطلق المطور المستقل فروزن بايت لعبة ترين، وهي لعبة منصة 2.5 دي تمزج العناصر التقليدية مع ألغاز فيزيائية أكثر حداثة. أثبتت اللعبة أنها حققت نجاحًا تجاريًا، حيث بيعت في النهاية أكثر من 1.1 مليون نسخة. أنتجت تكملة، ترين 2، والتي تم إصدارها في عام 2011.
شهد عام 2017 إصدار عدد من منصات الألعاب ثلاثية الأبعاد التي تسببت في تكهنات وسائل الإعلام بتجديد هذا النوع. تضمنت هذه الألعاب يوكا-لايلي وأه هات إن تايم، وكلاهما تم تمويلهما من الجمهور على موقع كيك ستارتر. يعد إصدار سوبر ماريو أوديسي على نينتيندو سويتش، والذي كان بمثابة عودة محدثة إلى أسلوب اللعب المفتوح الذي أشاعه سوبر ماريو 64، أحد أكثر الألعاب مبيعًا ومراجعتها في تاريخ الامتياز. سوبر لاكيز تال، في ذلك الوقت كان إكس بوكس وان حصريًا وريماتستر لفودو فينس لنظامي التشغيل مايكروسوفت ويندوز وإكس بوكس ون. يعتبر سناك باس «لعبة ألغاز بدون زر القفز». بيعت مجموعة كراش بانديكوت إن. سين تريلوجي (بالإنجليزية: Crash Bandicoot N. Sane Trilogy) على PlayStation 4 أكثر من مليوني نسخة في جميع أنحاء العالم، وأشار بعض النقاد إلى الصعوبة المتزايدة من ألعاب PlayStation الأصلية. ظهرت إصدارات جديدة من ألعاب المنصات ثلاثية الأبعاد الكلاسيكية الأخرى في هذا الوقت، وهي سبايرو رئغنايدت ترلوجي وإصدار جديد من ميد إيفل لعام 1998 لجهاز بلاي ستيشن 4.
أسترو بوت ريسكو ميشن (بالإنجليزية: Astro Bot Rescue Mission) (2018) هي لعبة حصرية من بلاي ستيشن في آر تتبعها أستروز بلاي روم (2020)، وهي لعبة مثبتة مسبقًا على بلاي ستيشن 5. يمكن اعتبار سلسلة سكاي لاندرز من أكتيفجن أيضًا أحد أسلاف امتيازات كراش بانديكوت وسبايرو التي تعود إلى دائرة الضوء، حيث تتميز بكل من الشخصيات، وبعض الألعاب في الامتياز هي منصات ثلاثية الأبعاد. إصدار نينتندو 3دي أس من سكيلاندرز: جاينتز (2012)، المتميز عن نظيره في وحدة التحكم، كان الأول في السلسلة الذي يحتوي على عناصر أكثر تقليدية. كانت لعبة ساكبوي: مغامرة فتى (2020) التي طورتها سومو ديجيتال أحد ألقاب إطلاق بلاي ستيشن 5. تم إصدار كراش بانديكوت 4: لقد حان الوقت أيضًا في عام 2020 لإشادة النقاد. كانت لعبة سوبر ماريو ثري دي وورلد + Bowsers Fury (2021) بمثابة إعادة إصدار لعنوان وي يو الأصلي بحملة جديدة بالكامل وأصغر لسد الفجوة بين طريقة لعبها وأوديسي. راتشيت آند كلانك: شق طريقك (2021) كانت واحدة من أولى ألعاب بلاي ستيشن 5 الحصرية التي صنعتها إنزومونياك تحت عنوان سايكوناتس 2 الممول من كيك ستارتر في 25 أغسطس 2021 لإشادة النقاد.

## الأنواع الفرعية
يسرد هذا بعض ألعاب النظام الأساسي القابلة للتحديد في الأنواع التالية، ولكن هناك أيضًا العديد من ألعاب الأنواع الفرعية المعرفة بشكل غامض والتي لم يتم إدراجها. فئات الألعاب هذه هي نوع النماذج الأولية التي تتعرف عليها أنماط المنصات المختلفة.

### لعبة فيديو ألغاز
تتميز منصات ألعاب الألغاز باستخدامها لهيكل لعبة النظام الأساسي لقيادة لعبة يتم اشتقاق التحدي بشكل أساسي من الألغاز. إن إصدار إنكس عام 1983، دور دور وإصدار سيجا عام 1985 دوكي دوكي لاند (لـ سيجا جيم 1000) ربما يكونان الأمثلة الأولى، على الرغم من تنوع النوع، ويمكن أن تختلف التصنيفات. سمح دوكي دوكي لاند للاعبين بالجري والقفز بطريقة منصة نموذجية، لكن يمكنهم أيضًا تدمير الكتل، وتم تكليفهم بتوجيه بيضة إلى أسفل المستوى دون السماح لها بالكسر. كانت ذا لوست فايكينج (1993) لعبة شائعة في هذا النوع. تحتوي على ثلاث شخصيات يمكن للاعبين التبديل بينها، ولكل منها قدرات مختلفة. هناك حاجة إلى جميع الشخصيات الثلاثة لإكمال أهداف المستوى. هذا النوع الفرعي له حضور قوي على الأنظمة المحمولة. نقل واريو لاند 2 سلسلة واريو إلى نوع منصة الألغاز من خلال القضاء على عنصر الموت وإضافة إصابات مؤقتة، مثل السحق أو إشعال النار، والقوى المتخصصة. واصلت واريو لاند هذا التقليد، بينما كان واريو لاند 4 عبارة عن مزيج من الألغاز وعناصر المنصة التقليدية. كان تحديث جيم بوي لدونكي كونغ ناجحًا أيضًا وشهد تكملة للعبة ماريو ضد دونكي كونغ دونكي كونج. كان أول عنوان محمول في سلسلتها، هي أيضًا لعبة منصة ألغاز. من خلال تطوير اللعبة المستقل، شهد هذا النوع انتعاشًا منذ عام 2014. يستخدم بريد التلاعب بالوقت لألغازه، ومع ذلك فإنه يتحرك يستخدم إطار الدوران المرجعي. على عكس برامج التمرير الجانبية هذه، فإن نارباكلوير دروب وخليفتها بورتال، هي ألعاب من منظور الشخص الأول تستخدم بوابات لحل الألغاز ثلاثية الأبعاد. منذ إصدار بورتال، كان هناك المزيد من ألعاب منصة الألغاز التي تستخدم كاميرا الشخص الأول. في عام 2014، أصدرت نينتيندو لعبة كابتن تود: تريجر تراكر التي تستخدم تصميمًا مضغوطًا ودوران الكاميرا للوصول إلى الهدف والعثور على الأسرار والمقتنيات. على الرغم من افتقارها إلى القدرة على القفز، لا يزال تود يتنقل في البيئة عبر ميكانيكا حركة فريدة.

### لعبة منصة الجري والبندقية
تم تعميم نوع منصة الجري والبندقية بواسطة كونترا من كونامي. تُعدُّ غنستار هيروز وميتال سلج أيضًا من بين أفضل ثلاثة أمثلة شائعة لهذا الأسلوب. ألعاب الركض والبندقية ذات التمرير الجانبي هي محاولة لمزاوجة ألعاب المنصة مع عمليات إطلاق النار، والتي تتميز بأقل تركيز على قفز المنصة الدقيق وتركيز كبير على إطلاق النار متعدد الاتجاهات. تسمى هذه الألعاب أحيانًا منصات إطلاق النار. هذا النوع له جذور آركيد قوية، وعلى هذا النحو، تُعرف هذه الألعاب عمومًا بأنها صعبة للغاية، ولديها تقدم خطي للغاية في اللعبة. هناك ألعاب تتميز بدرجة عالية من الرماية ولكنها لا تندرج ضمن هذا النوع الفرعي. ميجا مان ومترويدوفيكتورمان وكاب هيد كلها منصات مع تركيز كبير على الحركة وإطلاق النار، ولكن على عكس كونترا أو ميتال سلوج، فإن عناصر القفز على المنصة، بالإضافة إلى الاستكشاف والتتبع الخلفي، لا يزال يحتل مكانة بارزة. تعتبر ألعاب الركض والبندقية نقية بشكل عام، وعلى الرغم من أنها قد تحتوي على تسلسلات مركبة أو تغييرات أخرى في الأسلوب، إلا أنها تظل مركزة على التصوير طوال الوقت.

### منصة لعبة سينمائية
تعد منصات الألعاب السينمائية نوعًا فرعيًا صغيرًا ولكن متميزًا من ألعاب المنصات، وعادة ما تتميز بالواقعية النسبية مقارنة بألعاب المنصات التقليدية. تركز هذه الألعاب على حركات سلسة ونابضة بالحياة، بدون الفيزياء غير الطبيعية الموجودة في جميع ألعاب المنصات الأخرى تقريبًا. لتحقيق هذه الواقعية، استخدم العديد من المنصات السينمائية، بدءًا من أمير بلاد فارس، تقنيات روتو سكوبينغ لتحريك شخصياتهم استنادًا إلى لقطات فيديو لممثلين حيين يؤدون نفس الأعمال المثيرة. عادة ما تكون قدرات القفز ضمن حدود قدرة الإنسان الرياضي. لتوسيع الاستكشاف العمودي، تتميز العديد من منصات المنصات السينمائية بالقدرة على الاستيلاء على الحواف، أو الاستفادة على نطاق واسع من منصات المصاعد. نظرًا لأن هذه الألعاب تميل إلى عرض شخصيات ضعيفة قد تموت نتيجة هجوم واحد للعدو أو من خلال السقوط على مسافة قصيرة نسبيًا، فليس لها أبدًا حياة محدودة أو تستمر. التحدي مشتق من التجربة وحل مشكلة الخطأ، مما يجبر اللاعب على إيجاد الطريقة الصحيحة للتغلب على عقبة معينة. كانت لعبة برنس أوف بيرجيا أول منبر سينمائي وربما الأكثر نفوذاً. كانت شركة إمبوسيبل ميشن رائدة في العديد من العناصر المحددة لمنصات المنصات السينمائية وهي مقدمة مهمة لهذا النوع. وتشمل غيرها من الألعاب في هذا النوع الإرتجاع (ولها طبعة جديدة 2013)، عالم آخر، قلب الظلام، أول اثنين من آد ورلد الألعاب، بلاكثورن، برمودا متلازمة، جيل ضائع، قلب الغريبة، غربة الأحلام، عالم النسيان، إنسايد.

### لعبة أكشن كوميدية
يطلق على الألعاب في هذا النوع اسم «ألعاب الحركة الكوميدية» (CAGs) في اليابان. يُعرف الممر الأصلي ماريو برذرز عمومًا بأنه منشئ هذا النوع، على الرغم من أن بوبل بابل لها تأثير كبير أيضًا. تتميز هذه الألعاب بشاشة واحدة ومستويات غير قابلة للتمرير وغالبًا ما تحتوي على عمل تعاوني للاعبين. يتم مسح المستوى عندما يتم هزيمة جميع الأعداء الموجودين على الشاشة، وعادة ما يسقط الأعداء المهزومون نقاط المكافآت على شكل فاكهة أو عناصر أخرى. تم تطوير CAGs بشكل حصري تقريبًا في اليابان وهي إما ألعاب أركيد أو تكملة لألعاب الأركيد، على الرغم من أنها أيضًا نوع شائع بين ألعاب للهواة. تشمل الأمثلة الأخرى دون دوكو دون وسناو بروس.

### لعبة ثلاثية الأبعاد
تقدم منصات متساوي القياس بيئة ثلاثية الأبعاد باستخدام رسومات ثنائية الأبعاد في الإسقاط متساوي القياس. انتشر استخدام الرسومات متساوي القياس من قبل مطلق النار متساوي القياس من Sega Zaxxon (1981)، والذي اتبعته سيجا مع منصة ألعاب أركاد، التي تم إصدارها في فبراير 1983. تم إصدار لعبة زد إكس سبكتروم في وقت لاحق في نوفمبر 1983.
ساعد نايت لور، وهو تكملة متساوية القياس لسابري وولف، في إنشاء اتفاقيات منصات متساوية القياس في وقت مبكر. تكررت هذه الصيغة في ألعاب لاحقة مثل مانستر إكس. ركزت هذه الألعاب بشكل عام على استكشاف البيئات الداخلية، وعادةً ما تكون سلسلة من الغرف الصغيرة متصلة بأبواب، وتحتوي على عناصر مغامرات وألغاز مميزة. قام المطورون اليابانيون بدمج أسلوب اللعب هذا مع أسلوب ألعاب المغامرات اليابانية مثل ذا ليجند أوف زيلدا لإنشاء ألعاب مثل لاند ستالكر. سافر هذا التأثير لاحقًا إلى أوروبا مع ملحمة ليتل باغ المترامية الأطراف من أديلين سوفتوير، والتي مزجت بين ألعاب تقمص الأدوار والمغامرة وعناصر المنصة متساوية القياس. قبل أن تتمكن وحدات التحكم من عرض رسومات ثلاثية الأبعاد حقيقية متعددة الأضلاع، تم استخدام منظور متساوي القياس لنقل بعض منصات الألعاب ثنائية الأبعاد الشائعة إلى طريقة لعب ثلاثية الأبعاد. كان سبوت تو هوليود تكملة لـ كوول سبوت الشهير، وكان سونيك ثري دي هو لعبة سونيك في النوع الفرعي متساوي القياس.

### لعبة منصة المغامرة
تدمج العديد من الألعاب أساسيات ألعاب النظام الأساسي مع عناصر ألعاب المغامرات والحركة، مثل ذا ليجند أوف زيلدا، أو مع عناصر من ألعاب تقمص الأدوار. عادةً ما تتضمن هذه العناصر القدرة على استكشاف منطقة بحرية، مع إمكانية الوصول إلى مناطق جديدة من خلال اكتساب قدرات جديدة أو استخدام عناصر المخزون. تعد العديد من الألعاب ثنائية الأبعاد في امتيازات مترويد وكاسلفينيا من بين أكثر الألعاب شعبية من هذا النوع، وبالتالي غالبًا ما يتم تصنيف الألعاب التي تتخذ هذا النوع من النهج على أنها ألعاب «مترويدفينيا». كالسفينيا: سمفونية الليل شاع هذا النهج في سلسلة كاسلفينيا. تشمل الأمثلة الأخرى لهذه الألعاب تيلز أدفنشر وكايف ستوري وميجا مان زي إكس وداك تايلز: ريمستاريد وأوري أند ذا بلايند فورست.
الأمثلة في وقت مبكر من عالم مفتوح، الجانب التمرير، تو دي منصة مغامرات في هذا السياق من «ميترو ديفانيا» تشمل نينتندو ميترويد في عام 1986 وكونامي مصاص دماء القاتل في عام 1986  وكاسلفينيا 2: سايمونز كويست في عام 1987، The Goonies II في عام 1987 مرة أخرى بواسطة كونامي، وكذلك لعبة الخيال العلمي شارب إكس ون للكمبيوتر برين بريكر من إنكس في عام 1985، بوني كانيون إنك في عام 1986، نظام ساكوم الصورة أوفري في عام 1987، Bothtec الصورة مخطط في عام 1988، وعدة التنين القاتل ار بي جي العمل التي نيهون فالكم مثل ال 1985 إطلاق اكسانادو  ولعبة فيكساندو.
ألعاب رانر (أو ألعاب العدو) هي ألعاب منصة حيث تتحرك شخصية اللاعب دائمًا في اتجاه واحد ثابت عبر المستوى، مع تركيز أقل على القفز الصعب ولكن بشكل أكبر على ردود الفعل السريعة حيث تظهر العوائق على الشاشة. ألعاب العداء مقسمة إلى نوعين فرعيين. تتمتع ألعاب العداء التلقائي بشخصية اللاعب التي تتحرك باستمرار للأمام بمعدل لا يستطيع اللاعب التحكم فيه، ولكن يمكن للاعب تنفيذ إجراءات مثل القفز أو تفادي العقبات. ألعاب الجري اللانهائي هي ألعاب عداء تلقائي بمستويات تستمر بشكل فعال إلى الأبد، عادةً من خلال التوليد الإجرائي. حققت ألعاب العدو نجاحًا على منصات الأجهزة المحمولة، لأنها مناسبة تمامًا لمجموعة صغيرة من عناصر التحكم التي تتطلبها هذه الألعاب، والتي غالبًا ما تقتصر على نقرة شاشة واحدة للقفز. قام مصمم الألعاب سكوت روجرز بتسمية ألعاب الرماية ذات التمرير الجانبي مثل سكرامبل (1981) ومون باترول (1982) وأسلوب اللعب بأسلوب المطاردة في ألعاب المنصات مثل ديزني علاء الدين (إصدار 1994 8 بت) وكراش بانديكوت (1996) باعتبارهم رواد هذا النوع. يحتوي فيلم كويست فور تايرز (1983) على عناصر من ألعاب الركض، الحفاظ على قفز مون باترول، مع استبدال السيارة بشخصية كرتونية. في فبراير 2003، نشرت جايمفيل نوم للهواتف المحمولة في كوريا. صرح مصمم اللعبة أنه يريد إنشاء لعبة لا يمكن تحقيقها إلا على الهواتف المحمولة، لذلك جعل شخصية اللاعب تتسلق الجدران والسقوف، مما يتطلب من اللاعبين تدوير هواتفهم المحمولة أثناء اللعب. للتعويض عن هذا التعقيد، حصر ضوابط اللعبة على زر واحد وترك الشخصية تعمل تلقائيًا وإلى أجل غير مسمى، «مثل الناس في المجتمع الحديث، الذين يجب أن يتطلعوا دائمًا إلى الأمام ويستمروا في الركض». في حين أن هذا المفهوم كان معروفًا منذ فترة طويلة في كوريا، فإن الصحفيين يدينون كانابال (2009) بأنه «العنوان الذي اخترع بمفرده نوع تشغيل زر واحد سهل الاستخدام للهواتف الذكية» وأنتج موجة من النسخ. فوتونيكا (2011)، عداء لا نهاية لها على زر واحد ينظر اليها من الشخص الأول، الذي وصفه بأنه «مزيج من كانابال على التوالي، صحيفة الديلي ميرور الحافة... استُخدمت من منظور النمط البصري.» تعتبر لعبة تمبل ران (2011) وخليفتها تمبل ران 2 من ألعاب الجري التي لا نهاية لها. أصبحت هذه الأخيرة أسرع لعبة محمولة انتشارًا في العالم في يناير 2013، مع 50 مليون عملية تثبيت في غضون ثلاثة عشر يومًا.

## ألعاب من هذا النوع
- برنس أوف بيرشيا: ذا ساندز أوف تايم
- سوبر ماريو برذرز
- ليمبو (لعبة فيديو)
- أليكس كيد إن ميركل ورلد

## وصلات خارجية
- لعبة منصات نسخة محفوظة 15 مارس 2009 على موقع واي باك مشين. على موبي جيمز
- Video Games: Platform على مشروع الدليل المفتوح
- The evolution of gaming: computers, consoles, and arcade from آرس تكنيكا